# Zoológico Polar
El Zoológico Polar (en noruego: Polar Zoo)  es un parque zoológico en el municipio de Bardu en el condado de Troms,  en el país europeo de Noruega. El parque abrió sus puertas el 18 de junio de 1994, y se basa en la exhibición de animales en su hábitat natural. Con sólo 12 espacios de 114 acres (46 ha), el parque cuenta con el mayor ratio de animales  por zona del mundo. El Zoológico Polar es también el parque de este tipo más septentrional del mundo.
El parque está especializado en fauna nórdica, incluyendo la mayoría de los grandes depredadores del Ártico: el oso pardo, el lince y el lobo. También hay ciervos alces, renos y zorros polares.